# پسی ترازو
پسی ترازو یک ستاره است که در صورت فلکی ترازو قرار دارد.